# Ларсон, Эрик
Эрик Клеон Ларсон (англ. Eric Cleon Larson, 3 сентября 1905, Кливленд — 25 октября 1988, Ла-Каньяда-Флинтридж) — американский аниматор, один из представителей девятки диснеевских стариков.

## Биография
Эрик Ларсон родился 3 сентября 1905 года в Кливленде, штат Юта. Когда ему было 10 лет его семья переезжает в Солт-Лейк-Сити. Эрик родился в семье мормонов и всю жизнь следовал вере.
Хотя Эрик не относился серьёзно к рисованию вплоть до поступления на работу на студию Уолта Диснея, он делал рисунки для школьного ежегодника, когда учился в «Latter Day Saints University», и даже был его художественным руководителем в последний год обучения. Вскоре он поступил в университет Юты, где изучал журналистику и писал статьи для университетской газеты. В свое свободное время он занимался рисованием иллюстраций для юмористического журнала. Во время обучения в университете, с Эриком происходит некий инцидент, о котором он не рассказывал даже своим коллегам, из-за которого Эрик был вынужден покинуть университет, а потом уехать из Солт-Лейк-Сити навсегда.
Эрик переезжает в Лос-Анджелес, где устраивается на работу частным художником. Там же он повстречал свою будущую жену — Гертруду Яннес, — на которой он женился в 1933 году. После женитьбы он подумывал сделать карьеру на радио, для чего обратился за советом к бывшему радиожурналисту Ричарду Кридону. Кридон в свою очередь посоветовал Эрику попробовать устроиться на студию Дисней, зная что тот неплохо рисует. Неохотно, Эрик Ларсон последовал совету Кридона и был принят на студию в качестве художника промежуточных кадров.
Эрик Ларсон анимировал персонажей в таких мультфильмах, как «Белоснежка и семь гномов», «Пиноккио», «Фантазия», «Бэмби», «Золушка», «Алиса в стране чудес», «Питер Пэн», «Леди и Бродяга», «Спящая красавица», «101 далматинец», «Меч в камне» и «Книга джунглей». В 1973 году он начал на студии программу передачи опыта молодым художникам. Через эту программу проходили такие знаменитые аниматоры, как Брэд Бёрд, Дон Блут, Джон Лассетер, Крис Бак, Тим Бёртон, Глен Кин и многие другие.
В 1975 году умерла Гертруда, из-за чего Эрик долгое время находился в подавленном состоянии. В 80-х годах его работа на студии была не такой значительной: в основном он занимался консультированием. В 1986 году он покинул студию из-за возникших разногласий с новым управлением.
Эрик Ларсон умер 25 октября 1988 года в возрасте 83 лет. Принц Эрик в мультфильме «Русалочка» получил имя в память Эрика Ларсона.